# Trabeops aurantiacus
Trabeops aurantiacus (Emerton, 1885) è un ragno appartenente alla famiglia Lycosidae.
È l'unica specie nota del genere Trabeops.

## Distribuzione
Gli esemplari di questa specie sono stati rinvenuti in Canada e negli USA.

## Tassonomia
Per la determinazione della caratteristiche di questo genere sono stati esaminati gli esemplari di Aulonia aurantiaca Emerton, 1885.
Quando venne effettuato il cambio provvisorio di attribuzione del genere da "Trabea" a "Pardosops" e poi a "Trabeops" sorse la questione se considerare questo genere maschile o femminile. Nel regolamento ICZN, al punto 30.1.4.3, venne scritto con chiarezza, per evitare futuri equivoci, che "i nomi di genere terminanti in -ops sono sempre da considerarsi maschili, indipendentemente dalla sua derivazione o dalle intenzioni del suo descrittore"; per questo motivo il nome della specie è passato da "aurantiaca" ad "aurantiacus".
Dal 2021 non sono stati esaminati altri esemplari, né sono state descritte sottospecie al 2021.

### Nomen dubium
- Trabeops dentiger Strand, 1906b; un esemplare femminile rinvenuto in Etiopia, originariamente ascritto al genere Trabea, trasferito all'ex-genere Pardonops da Roewer (1955c) e poi in Trabeops dallo stesso Roewer (1959b); a seguito di uno studio di Russell-Smith del 1982 è da ritenersi nomen dubium[1].